# Farlete
Farlete é um município da Espanha na província de Saragoça, comunidade autónoma de Aragão. Tem 103,97 km² de área e em 2021 tinha 378 habitantes (densidade: 3,6 hab./km²).

## Demografia
| Variação demográfica do município entre 1991 e 2004 | Variação demográfica do município entre 1991 e 2004 | Variação demográfica do município entre 1991 e 2004 | Variação demográfica do município entre 1991 e 2004 |
| --------------------------------------------------- | --------------------------------------------------- | --------------------------------------------------- | --------------------------------------------------- |
| 1991                                                | 1996                                                | 2001                                                | 2004                                                |
| 496                                                 | 468                                                 | 444                                                 | 442                                                 |